# Wahlkreis Chemnitz 4
Der Wahlkreis Chemnitz 4 (Wahlkreis 15) war bis 2009 ein Landtagswahlkreis in Sachsen. Er war bis 2009 der vierte der damals vier Chemnitzer Landtagswahlkreise und umfasst die Ortsteile Altchemnitz, Harthau, Helbersdorf, Hutholz, Kapellenberg, Kappel, Klaffenbach, Markersdorf, Morgenleite und Stelzendorf. Bei der letzten Landtagswahl (im Jahr 2009) waren 48.774 Einwohner wahlberechtigt.

## Wahl 2009
| Amtliches Endergebnis der Landtagswahl am 30. August 2009 in Sachsen im Wahlkreis 015 Chemnitz 4 (Ergebnisse in Prozent) |

| Direktkandidat      | Partei          | Erststimmen in % | Zweitstimmen in % |
| ------------------- | --------------- | ---------------- | ----------------- |
| Gesine Matthes      | CDU             | 30,6             | 32,4              |
| Karl-Friedrich Zais | Die Linke       | 33,7             | 30,1              |
| Jörg Vieweg         | SPD             | 14,9             | 13,2              |
| Katrin Köhler       | NPD             | 5,3              | 4,6               |
| Jens Weis           | FDP             | 10,1             | 8,7               |
| Thomas Lehmann      | GRÜNE           | 5,5              | 4,6               |
| -                   | Tierschutz      | -                | 1,9               |
| -                   | PBC             | -                | 0,2               |
| -                   | BüSo            | -                | 0,2               |
| -                   | DSU             | -                | 0,2               |
| -                   | REP             | -                | 0,3               |
| -                   | Freie Sachsen   | -                | 1,1               |
| -                   | FP Deutschlands | -                | 0,1               |
| -                   | Humanwirtschaft | -                | 0,1               |
| -                   | Piraten         | -                | 2,0               |
| -                   | SVP             | -                | 0,2               |

## Wahl 2004
Die Landtagswahl 2004 hatte folgendes Ergebnis:
| Direktkandidat      | Partei     | Erststimmen in % | Zweitstimmen in % |
| ------------------- | ---------- | ---------------- | ----------------- |
| Gesine Matthes      | CDU        | 35,2             | 34,8              |
| Karl-Friedrich Zais | PDS        | 36,8             | 31,6              |
| Detlef Müller       | SPD        | 12,7             | 11,0              |
| Alexander Hoffmann  | GRÜNE      | 4,2              | 3,5               |
| -                   | NPD        | -                | 8,7               |
| Knut Teske          | FDP        | 7,2              | 5,1               |
| -                   | DSU        | -                | 0,3               |
| -                   | PBC        | -                | 0,3               |
| -                   | GRAUE      | -                | 1,2               |
| Birgitta Gründler   | BüSo       | 3,8              | 0,8               |
| -                   | AUFBRUCH   | -                | 0,6               |
| -                   | DGG        | -                | 0,3               |
| -                   | Tierschutz | -                | 1,7               |